# 미쿠니촌 (오카야마현)
미쿠니촌(三国村)은 오카야마현 와케군에 있던 촌이다. 현재의 비젠시에 해당한다.

## 역사
- 1889년 6월 1일 - 정촌제 시행에 의해 와케군 미쿠니촌이 발족하였다.
- 1954년 3월 1일 - 요시나가정, 고네촌과 합병해 새로운 요시나가정이 발족하여 폐지되었다.(1950년 인구조사 276세대 1498명)

## 참고문헌
- 和泉橋警察署 『新旧対照市町村一覧』第2冊（東京 ： 加藤孫次郎、1889（明22））
- 地名編纂委員会 『角川日本地名大辞典33 岡山県』（角川学芸出版、1989、ISBN 4040013301）